# Husqvarna Group
Principala firma din Husqvarna Group e Husqvarna AB .

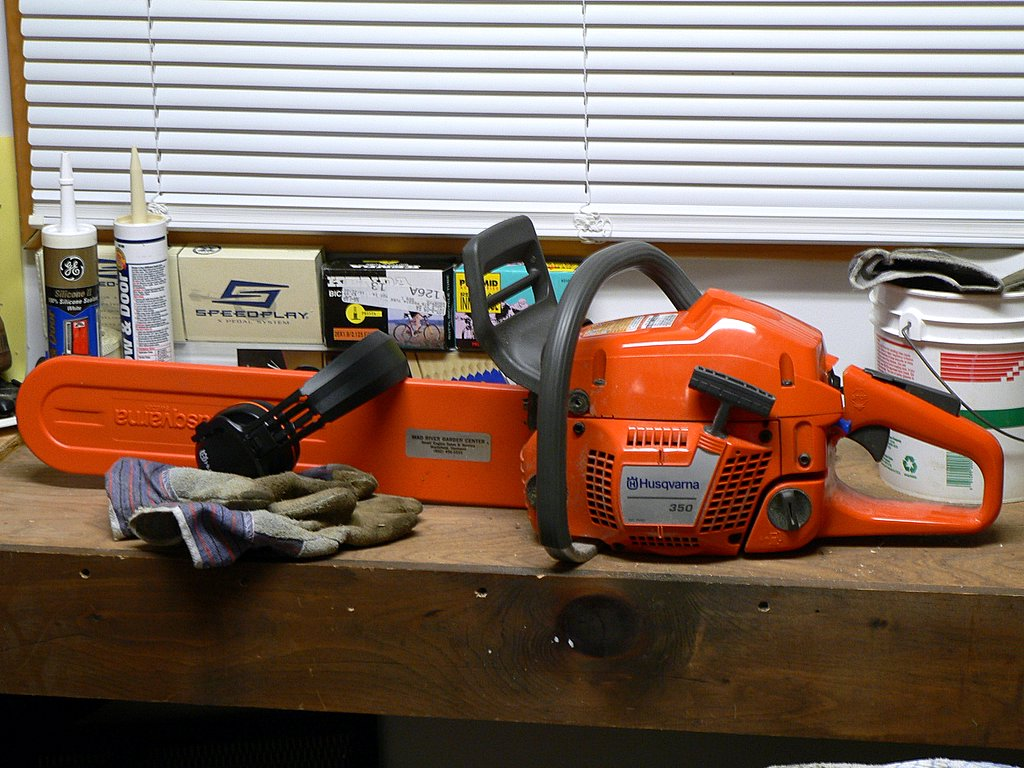
Ferăstrău cu lanț tip Husqvarna

Husqvarna (pronunție în suedeză [ˈhʉːskvɑːrna]) este o firmă suedeză producătoare de scule motorizate pentru utilizare în aer liber, ca: moto-ferăstraie, moto-coase, mașini de tuns iarba, tractoare de grădină etc.
A fost creată în 1689 și are sediul la Stockholm.
La început, a produs arme, apoi mașini de cusut, biciclete, motociclete, ca în prezent să fie lider mondial în echipamente de grădinărit, scule de tăiat și scule diamante pentru prelucrarea pietrei.
În perioada 1978 - 2006 a făcut parte din grupul Electrolux. 
Din Husqvarna Group fac parte  următoarele mărci: Husqvarna, Gardena, McCulloch,  Zenoah , Flymo, Jonsered, Klippo, Diamant Boart.
Husqvarna Group sponsorizează echipa suedeză de hochei pe gheață HV71 și mai multe proiecte ale unor comunități locale.